# Billedbureau
Et billedbureau er en virksomhed, der samler fotografier fra mange fotografer og sælger dem videre til massemedier, reklamebureauer og andre, der skal bruge billeder. Indtægten deles mellem fotografen og billedbureauet ud fra en konkret forhåndsaftale.
Der findes i Danmark et dominerende billedbureau, Scanpix. Polfoto blev 1. april 2017 opkøbt af Ritzaus Bureau.